# Lioscincus vivae
Espèce
Statut de conservation UICN

 CR B1ab(i,ii,iii,v) : 
En danger critique
Lioscincus vivae est une espèce de sauriens de la famille des Scincidae.

## Répartition

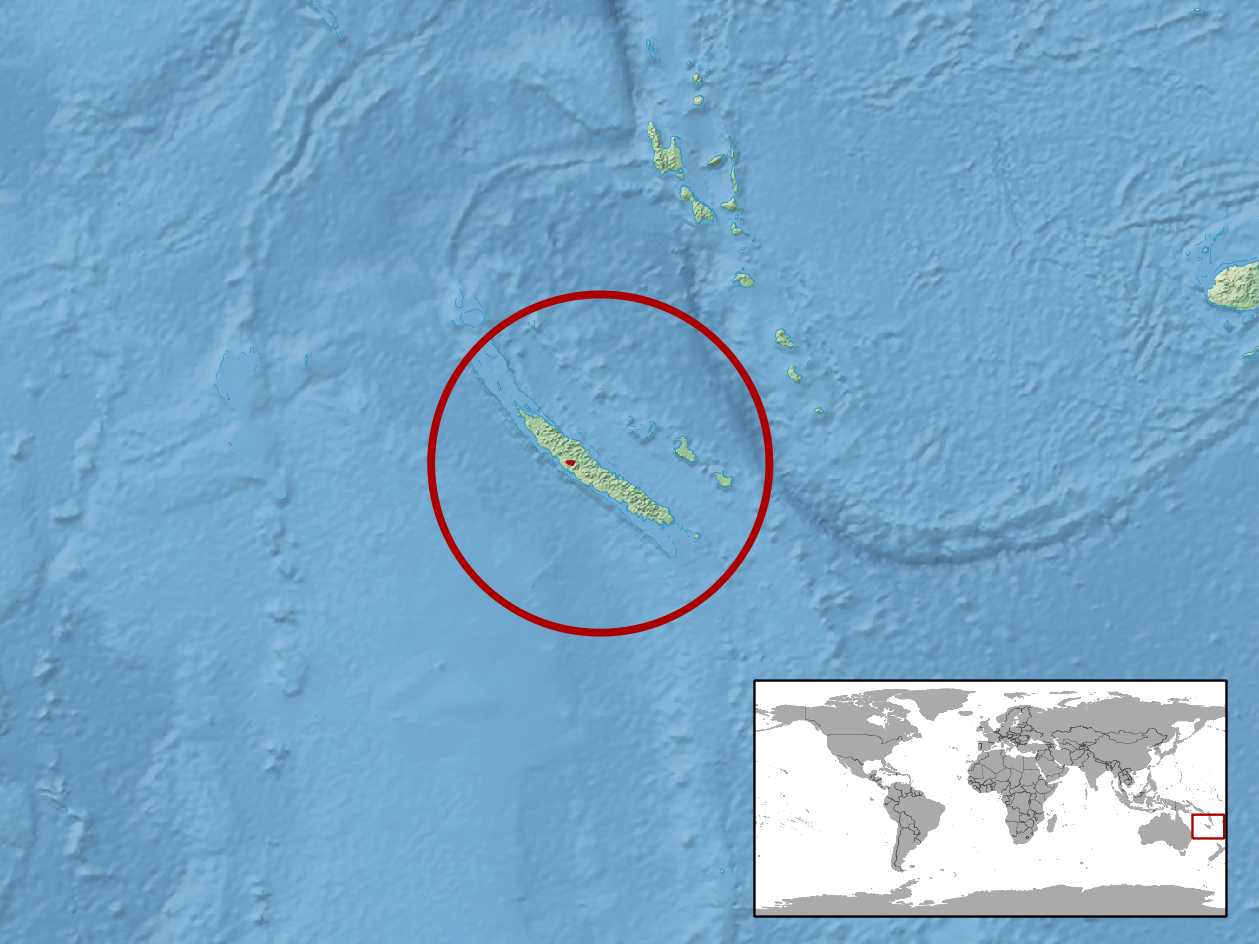
Répartition de l'espèce.

Cette espèce est endémique de la province Nord en Nouvelle-Calédonie.

## Étymologie
Cette espèce est nommée en l'honneur de Vivienne Whitaker.

## Publication originale
- Sadlier, Bauer, Whitaker & Smith, 2004 : Two New Species of Scincid Lizards (Squamata) from the Massif de Kopéto, New Caledonia. Proceedings of the California Academy of Sciences, vol. 55, no 1, p. 208-221 (texte intégral).